# 26707 Navrazhnykh
26707 Navrazhnykh este un asteroid din centura principală de asteroizi.

## Descriere
26707 Navrazhnykh este un asteroid din centura principală de asteroizi. A fost descoperit pe 26 martie 2001 la Socorro, New Mexico, în cadrul proiectului LINEAR. Asteroidul prezintă o orbită caracterizată de o semiaxă mare de 2,37 ua, o excentricitate de 0,14 și o înclinație de 3,8° în raport cu ecliptica.